# Pjus
Pjus, właściwie Karol Jerzy Nowakowski (ur. 31 marca 1982 we Wrocławiu, zm. 12 stycznia 2022 w Warszawie) – polski raper, felietonista i copywriter. Od 2001 roku związany z zespołem 2cztery7 z Warszawy, gdzie mieszkał od 1993 roku. W 2009 roku ukazał się pierwszy album solowy rapera zatytułowany Life After Deaf. W latach 2002 – 2009 wystąpił także gościnnie na jedenastu albumach – współpracował ponadto z takimi wykonawcami jak: Ten Typ Mes, Numer Raz, Molesta Ewenement, DJ Decks, Pezet, Eldo czy Flexxip.

## Życiorys

### Działalność artystyczna
Karol Nowakowski działalność artystyczną rozpoczął na początku XXI wieku. W 2002 roku wraz z Ten Typ Mes i Stasiak stworzył zespół 2cztery7, który zadebiutował na kompilacji Junoumi Records EP Vol.1. Lata 2003–2004 to m.in. gościnne występy na płytach Eldo Eternia, Dizkret/Praktik IQ.
W 2005 roku nakładem wytwórni muzycznej Embargo Nagrania ukazał się pierwszy album 2cztery7 pt. Funk – dla smaku. Gościnnie na płycie wystąpili m.in.: Emil Blef, Magda Kujawska, Lerek i Noon. W 2006 roku Nowakowski wystąpił gościnnie na płycie Molesta Nigdy nie mów nigdy, a w 2007 roku rapera Eldo zatytułowanej 27.
3 marca 2008 roku nakładem wytwórni muzycznej Fonografika ukazał się drugi album 2cztery7 zatytułowany Spaleni innym słońcem. W nagraniach gościnnie wzięli udział Małolat, Pelson, Flow i Eldo. Natomiast za produkcję nagrań odpowiedzialni byli m.in. Ten Typ Mes, Donatan, Zielas, Eten, Stona i Święty. W ramach promocji wydawnictwa został zrealizowany teledysk do utworu „Złe nawyki” w reżyserii Witka Michalaka. Tego samego roku Pjus wystąpił gościnnie na albumach: Jeżozwierz pt. Jebać yytuł; Cfany Gapa pt. Płyta pożegnalna, Dixon 37 Lot na całe życie oraz Molesta Ewenement Molesta i kumple.

5 grudnia tego samego roku nakładem Alkopoligamia.com ukazał się pierwszy Album solowy rapera zatytułowany Life After Deaf. W ramach promocji wydawnictwa zostały zrealizowane teledyski do utworów „Nie mówię szeptem” w reżyserii Filipa Kabulskiego i Witka Michalaka oraz „Głośniej od bomb” w reżyserii Witka Michalaka. Cytat z „Antologii polskiego rapu”:

"Po kilku latach walki o zdrowie, ciężkich operacjach, chwilach pełnych smutku i drżenia Cała o przyszłość znany m.in. z formacji 2cztery7 Pjus wydał solowy album „Life After Deaf”.
Był on unikatem na skalę światową jako pierwszy na świecie longplay nagrany przez człowieka z całkowicie cyfrowym słuchem, implanty zastąpiły mu bowiem naturalne organy. Nic dziwnego, że w wielu nagraniach z krążka możemy znaleźć odniesienia do tych wydarzeń. Pjus zarapował też o tym w singlowym „Nie mówię szeptem”. Minimalistyczny, surowy beat Świętego wyróżniają mocne bębny, zdecydowane przejścia, a to wszystko przygotowane z myślą, aby zmagający się z problemami w trakcie prac studyjnych raper mógł spokojnie usłyszeć każdy dźwięk i dostosować do niego swoje nagranie. Nie jest to co prawda singiel, w którym Pjus ma wzorowe flow i dykcję, ale siła przekazu, emocje płynące z tekstu, wola walki o przetrwanie i realizację życiowej pasji są tutaj zdecydowanie najważniejsze. Artysta dał tysiącom ludzi nie tylko historię godną nagradzanego reportażu, ale też nadzieję. Pokazał, że nigdy nie można się poddawać, a to bywa znacznie istotniejsze od czysto warsztatowych szczegółów."

Po długiej przerwie spowodowanej m.in. postępująca chorobą słuchu i mowy zdecydował się na powrót do działalności artystycznej i stworzył nietypowy projekt – album muzyczny Słowowtóry (neologizm będący połączeniem wyrażeń sobowtóry i słowotwórstwo), na którym raperzy i wokaliści będą wykonywali gotowe teksty, których wyłącznym autorem jest Pjus. Nowakowski komentuje zapowiedziany na jesień 2017 roku album: 

"Głosy wykonawców pozwalają na ekspresję moich myśli i są moimi odbiciami, sobowtórami, dzięki którym moje słowo znów nabiera życia.  Ale to nie będzie płyta o mnie ani o moich gościach. Wszyscy wychodzimy nieco poza siebie, poza swoje dotychczasowe dokonania i formy twórcze. Będzie różnorodnie i wielowymiarowo."

### Choroba i śmierć
W 2004 roku u Nowakowskiego została zdiagnozowana rzadka choroba, neurofibromatoza typu 2. Choroba dotknęła m.in. nerwy słuchowe rapera, na których powstały zmiany nowotworowe. W ramach akcji charytatywnej All4Pjus zostały zebrane środki finansowe, dzięki którym została przeprowadzona pierwsza operacja usunięcia guzów nerwu słuchowego po prawej stronie z jednoczesnym wszczepieniem implantu pniowego. W 2008 roku wykonano kolejną operację narządu słuchu po stronie lewej oraz usunięcie guza kręgosłupa. W wyniku przebytych zabiegów raper utracił zmysł słuchu, który został przywrócony dzięki obustronnym implantom pniowym – tym samym Nowakowski został pierwszym na świecie człowiekiem z cyfrowym słuchem.
W 2021 roku Nowakowski kilka miesięcy przebywał w szpitalu. 12 stycznia 2022 roku przechodził kolejną operację, w trakcie której doszło do zatrzymania akcji serca i muzyk zmarł w wieku 39 lat.
Pochowany został na Powązkach Wojskowych w Warszawie.

## Dyskografia
Albumy solowe
| Rok  | Dane dot. albumu                                                    | Pozycja na liście |
| Rok  | Dane dot. albumu                                                    | POL               |
| ---- | ------------------------------------------------------------------- | ----------------- |
| 2009 | Life After Deaf - Data: 5 grudnia 2009 - Wydawca: Alkopoligamia.com | 18                |
| 2017 | Słowowtóry - Data: 10 listopada 2017 - Wydawca: Alkopoligamia.com   | 11                |

Występy gościnne
| Rok  | Album                                            | Utwór | Źródło |
| ---- | ------------------------------------------------ | --- | ------ |
| 2002 | IQ – Dizkret / Praktik                           | „Braggadoccio” (gościnnie: Majkel, Pan Wankz, Pjus) | [ 21 ] |
| 2003 | Eternia – Eldo                                   | „Oryginalny pilsner (My!)” (gościnnie: Indy & Wich, Pjus) | [ 22 ] |
| 2004 | Przez $ jak... – O$ka                            | „Między słowami” (gościnnie: Pjus, Ewa) | [ 23 ] |
| 2006 | Tu wolno palić – Święty                          | „Gwiezdny pył” (gościnnie: Pjus) | [ 24 ] |
| 2006 | Nigdy nie mów nigdy – Molesta Ewenement          | „Wiem, że można się zmusić do snu” (gościnnie: Eldo, Pjus) | [ 25 ] |
| 2007 | 27 – Eldo                                        | „Szyk” (gościnnie: Pjus) | [ 26 ] |
| 2008 | Jebać tytuł – Jeżozwierz                         | „A pamiętasz?” (gościnnie: Tedi, Tema Temzki, Pjus) | [ 27 ] |
| 2008 | Lot na całe życie – Dixon37                      | „Tak tu jest” (gościnnie: Pjus, Wilku) „Tak tu jest” (Złote Twarze RMX) (gościnnie: Pjus, Wilku) „Tak tu jest” (Kamlison RMX) (gościnnie: Pjus, Wilku) „Tak tu jest” (Dies RMX) (gościnnie: Pjus, Wilku) | [ 28 ] |
| 2008 | Molesta i kumple – Molesta Ewenement             | „Lubię się włóczyć” (gościnnie: Pjus, Eldo, DJ.B, Olga.S) | [ 29 ] |
| 2009 | Ludzie, maszyny, słowa – Numer Raz               | „Zdrowie” (gościnnie: Pjus) | [ 30 ] |
| 2009 | Rap Addix – Rap Addix                            | „Non Conformo” (gościnnie: Pjus) | [ 31 ] |
| 2009 | Płyta pożegnalna – Cfany Gapa                    | „Na ten sam temat (022)” (gościnnie: Pjus, Kubson) | [ 32 ] |
| 2010 | Pół żartem, pół serio – Stasiak                  | „Oddzielam ziarno od plew” (gościnnie: Pjus) | [ 33 ] |
| 2011 | Kandydaci na szaleńców – Ten Typ Mes             | „Druga strona” (gościnnie: K8, Pjus) | [ 34 ] |
| 2012 | 5 złotych zasad – Voskovy                        | „Klęska” (gościnnie: Pjus) | [ 35 ] |
| 2012 | Wszystko jedno – Zjawin                          | „Głosy w mojej głowie” (gościnnie: Żółf, VNM, Masło, Pjus, Stasiak, Proceente, Peja) | [ 36 ] |
| 2013 | Ten Typ Mes i Lepsze Żbiki – Ten Typ Mes         | „Ostatnio ich nie widzę” (gościnnie: Hade, Pjus) | [ 37 ] |
| 2015 | Rzucić życie dla życia – 2K (Kulfon i Kubuś)     | „Muzyka i my” (gościnnie: Pjus) | [ 38 ] |
| 2015 | Hip-Hop Produkcja Mondra i Gupia – Mondry i Gupi | „Gruba kreska” (gościnnie: Pjus) | [ 39 ] |

## Teledyski
| Rok       | Tytuł                                                                                                   | Reżyseria                      | Album           | Źródło |
| --------- | --- | ------------------------------ | --------------- | ------ |
| 2009      | „Głośniej od bomb”                                                                                      | Witek Michalak                 | Life After Deaf | [ 11 ] |
| 2009      | „Nie mówię szeptem”                                                                                     | Filip Kabulski, Witek Michalak | Life After Deaf | [ 12 ] |
| Gościnnie | |                                |                 |        |
| 2012      | „Głosy w mojej głowie” – Zjawin (gościnnie: Żółf, VNM, Masło, Pjus, Stasiak, Proceente, Peja, DJ Panda) | Mormedia                       | Wszystko jedno  | [ 40 ] |
| Inne      | |                                |                 |        |
| 2012      | „Leming” – Ciech, Pjus, Kamel                                                                           | Basstek, Artur Hilger          | –               | [ 41 ] |

## Nagrody i wyróżnienia
| Rok  | Nagroda      | Kategoria                         | Nota      | Źródło |
| ---- | ------------ | --------------------------------- | --------- | ------ |
| 2010 | Superjedynki | Płyta hip-hop (Life After Deaf)   | Nominacja | [ 42 ] |
| 2010 | Superjedynki | Debiut (wydany debiutancki album) | Nominacja | [ 42 ] |